# 舒绣文
舒绣文（1915年—1969年3月17日），中国电影与话剧演员，中国电影史上第一个女配音演员，被誉为中国影剧界“四大名旦”之一。

## 生平

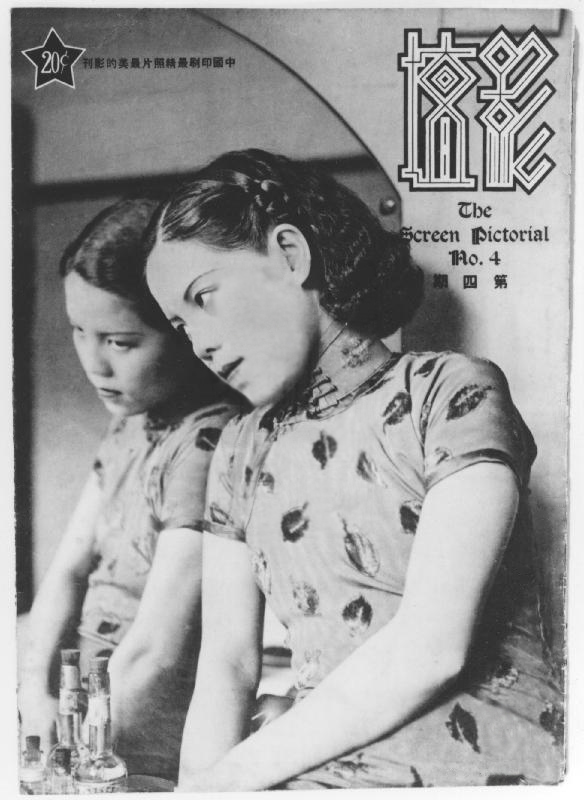
《影坛》杂志第四期封面上的舒绣文

舒绣文原籍安徽省黟县九都舒村（宏村镇屏山村），祖父舒斯笏是晚清进士、兵部主事。她于1915年生于安徽省安庆，父亲在中学教书，在襁褓中随父母回到家乡黟县屏山村，6岁时随母北上天津，到在天津南开中学任教的父亲身边。14岁时因父亲失业，家境贫困被迫当舞女。1931年到上海谋生，在天一影片公司教国语，随后加入集美歌舞剧社当话剧演员。1930年代初加入田汉的五月花剧社和春秋剧社。
抗日战争时期，舒绣文在重庆后方演出大量爱国话剧，被誉为“四大名旦”之一。抗战胜利后，演出电影《一江春水向东流》中的王丽珍形象，成为她的代表作。
1957年舒绣文加入北京人民艺术剧院，扮演了话剧《骆驼祥子》中的虎妞和《关汉卿》中的朱帘秀等形象。被评为国家一级演员。
舒绣文曾当选为第一届全国政协委员，第二、三届全国人大代表，第三届全国妇联执行委员会委员，和全国文联委员等职务。舒绣文在文化大革命中遭到批斗，于1969年3月17日去世。